# Adenophyllum aurantium
Adenophyllum aurantium là một loài thực vật có hoa trong họ Cúc. Loài này được (L.) Strother mô tả khoa học đầu tiên năm 1986.